# Трансатлантична премія Чехії та Словаччини

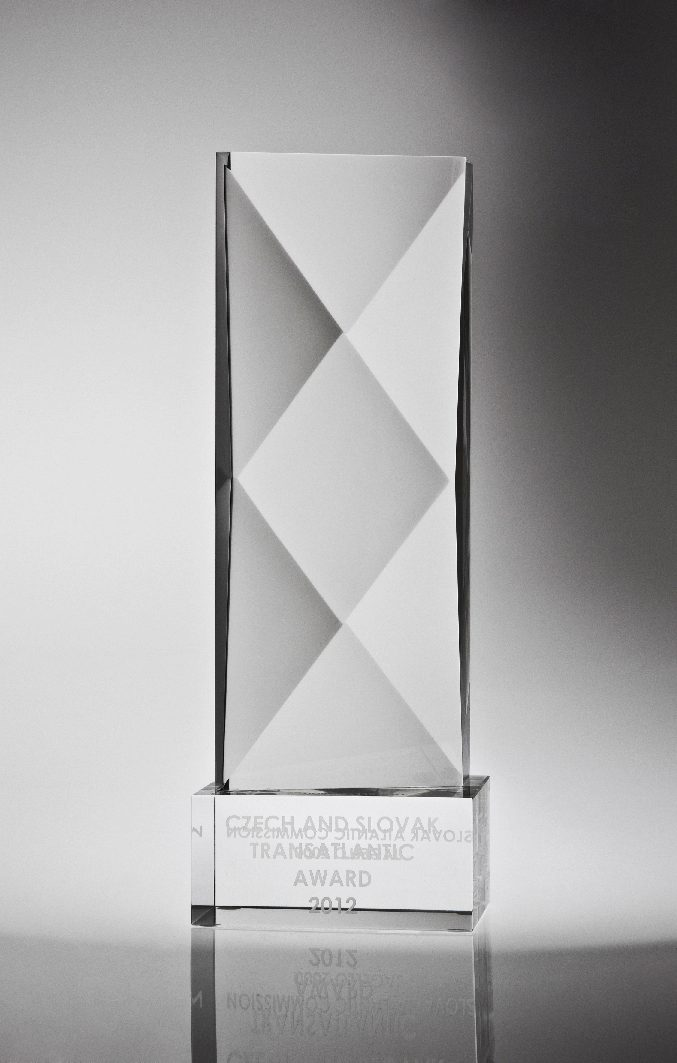
Зовнішній вигляд премії.

Трансатлантична премія Чехії і Словаччини (чес./слов. Česká a slovenská transatlantická cena, англ. Czech and Slovak Transatlantic Award, CSTA) — ініціатива, метою якої є нагородження особистостей, що зробили значний внесок у свободу та демократію в Центральній Європі, укріплення трансатлантичних відносин та інтеграцію центральноєвропейських країн у євіроатлантичні структури. Премія вручається чеською асоціацією Jagello 2000 і словацькою Атлантичною комісією з 2012 року. Нагорода присуджується двічі на рік — навесні у Братиславі під час конференції GLOBSEC і восени в Остраві під час Днів НАТО. Премію отримують чеські, словацькі і іноземні політичні та військові діячі. Нагорода є оригінальною роботою відомого словацького дизайнера Патріка Ілло; її прозоре скло і протилежні бічні краї символізують трансатлантичний зв'язок.
У 2022 році одна з премій була присуджена українському народові з огляду на жертовність і героїзм українців, що боронять свою країну від російського вторгнення. Це перший випадок в історії премії, коли вона була присуджена цілій нації .

## Почесний комітет
Лауреатів CSTA обирає створений з цією метою Почесний Комітет (Čestný výbor), до якого входять дипломати, політики і військові з Чехії та Словаччини. Членами Комітету є :
- Мікулаш Дзурінда, колишній прем'єр-міністр і міністр закордонних справ Словаччини;
- Ян Фігель, колишній спеціальний посланник з питань сприяння свободі релігії чи переконань за межами ЄС і колишній член Єврокомісії;
- Штефан Фюле, колишній єврокомісар з питань розширення та політики сусідства, колишній міністр у справах Європи;
- Растислав Качер, колишній голова GLOBSEC, посол Словаччини в Чехії;
- Ян Когоут, заступник міністра юстиції Чеської Республіки, колишній міністр закордонних справ Чехії;
- Іван Корчок, міністр закордонних справ і європейських справ Чехії;
- Генерал Павел Мачко[sk], колишній 1-й заступник начальника Генерального штабу Збройних сил Словаччини[sk];
- Збинєк Павлачик, голова та засновник асоціації Jagello 2000;
- Мартін Повейшіл[cz], заступник міністра закордонних справ з управління безпекою та багатостороннім відділом, колишній Постійний представник Чехії при Європейському Союзі;
- Іржі Шнайдер[cz], виконавчий директор Інституту Аспена у Центральній Європі, колишній перший заступник міністра закордонних справ Чехії;
- Генерал Іржі Шедіви[cz], колишній начальник Генерального штабу армії Чехії;
- Марош Шефчович, віцепрезидент Європейської комісії та комісар з міжінституційних відносин.

## Список лауреатів
| Рік  | Місце      | Лауреат |
| ---- | ---------- | --- |
| 2012 | Братислава | Рональд Асмус (in memoriam), видатний американський дипломат і політолог                                         |
| 2012 | Братислава | Александр Вондра, колишній міністр оборони Чехії                                                                 |
| 2012 | Острава    | Йозеф Станк (in memoriam), колишній міністр оборони Словаччини                                                   |
| 2012 | Острава    | Ген. (у відставці) Клаус Науманн, колишній голова Військового комітету НАТО                                      |
| 2013 | Братислава | Ян Кшиштоф Белецький, колишній прем'єр-міністр та міністр європейської інтеграції Польщі                         |
| 2013 | Братислава | Олдржих Черні (in memoriam), колишній генеральний директор Служби зовнішньої розвідки Чехії                      |
| 2013 | Острава    | Генерал (у відставці) Девід Петреус, колишній командувач ISAF і директор Центрального розвідувального управління |
| 2013 | Острава    | Едуард Кукан, колишній міністр закордонних справ Словаччини                                                      |
| 2014 | Братислава | Карел Кованда, колишній постійний представник Чехії в Північноатлантичній раді та Західноєвропейському союзі     |
| 2014 | Братислава | Андерс Фог Расмуссен, колишній генеральний секретар НАТО і колишній прем'єр-міністр Данії                        |
| 2014 | Острава    | Мартін Бутора, почесний президент Інституту громадських справ, колишній посол Словаччини в США                   |
| 2014 | Острава    | Броніслав Коморовський, Президент Польщі                                                                         |
| 2015 | Братислава | Карл Більдт, колишній прем'єр-міністр і міністр закордонних справ Швеції                                         |
| 2015 | Братислава | Професор Отто Пік, засновник і колишній директор Інституту міжнародних відносин у Празі                          |
| 2015 | Острава    | Томаш Семоняк, колишній віце-прем'єр-міністр і колишній міністр національної оборони Польщі                      |
| 2015 | Острава    | Францішек Шебей, словацький політик і академік                                                                   |
| 2016 | Братислава | Мадлен Олбрайт, колишня державний секретар США                                                                   |
| 2016 | Братислава | Міхаель Жантовські, чеський дипломат, політик і письменник                                                       |
| 2016 | Острава    | Деніел Фрід, американський дипломат                                                                              |
| 2017 | Братислава | Майкл Чертофф, колишній міністр внутрішньої безпеки США                                                          |
| 2017 | Братислава | Любош Добровський, чеський журналіст, колишній міністр оборони Чехословаччини                                    |
| 2017 | Острава    | Генерал (у відставці) Філіп Брідлав, колишній Верховний головнокомандувач ОЗС НАТО в Європі (SACEUR)             |
| 2017 | Острава    | Павол Демеш, колишній міністр міжнародних відносин Словаччини                                                    |
| 2018 | Братислава | Генерал Петр Павел, колишній голова Військового комітету НАТО                                                    |
| 2018 | Братислава | Деймон Вілсон, виконавчий віце-президент Атлантичної ради                                                        |
| 2018 | Острава    | Генерал (у відставці) Бен Годжес, колишній командувач Збройних сил США в Європі                                  |
| 2018 | Острава    | Іван Корчок, міністр закордонних та європейських справ Словаччини                                                |
| 2019 | Братислава | Їржі Шедіви, колишній міністр оборони Чехії та колишній посол Чехії в НАТО                                       |
| 2019 | Братислава | Тімоті Ґартон Еш, британський історик, письменник і професор Оксфордського університету                          |
| 2019 | Острава    | Андрей Кіска, колишній президент Словаччини                                                                      |
| 2020 | Братислава | Карел Шварценберг, колишній міністр закордонних справ Чехії                                                      |
| 2020 | Острава    | Мирослав Лайчак, колишній міністр закордонних та європейських справ Словаччини                                   |
| 2020 | Острава    | Крістіан Шмідт, міністр транспорту та цифрової інфраструктури Німеччини                                          |
| 2021 | Братислава | Вацлав Гавел (in memoriam), останній президент Чехословаччини та перший президент Чехії                          |
| 2021 | Братислава | Генерал (у відставці) Джон Аллен, командувач Міжнародними силами сприяння безпеці НАТО та Збройними силами США   |
| 2021 | Острава    | Генерал Річард Скобі, командувач Резерву Повітряних сил США                                                      |
| 2022 | Братислава | Народ України |
| 2022 | Братислава | генерал Карел Ржека, начальник Генерального штабу збройних сил Чехії                                             |
| 2022 | Острава    | Ярослав Надь, міністр оборони Словаччини                                                                         |
| 2022 | Острава    | Генерал Інго Герхарц, інспектор ВПС Німеччини                                                                    |